# Oktisi
Oktisi (en macédonien Октиси) est un village du sud-ouest de la Macédoine du Nord, situé dans la municipalité de Struga. Le village comptait 2 479 habitants en 2002. Il est majoritairement turc. Le village est connu pour les ruines de sa basilique paléochrétienne dont subsistent des riches mosaïques.

## Démographie
Lors du recensement de 2002, le village comptait :
- Turcs : 1 071 ;
- Macédoniens : 955 ;
- Albanais : 346 ;
- Bosniaques : 15 ;
- Roms : 1 ;
- Serbes : 1 ;
- Autres : 91.